# 제레미 메네즈
제레미 메네즈(프랑스어: Jérémy Ménez, 1987년 5월 7일, 롱쥐모 ~)는 프랑스의 축구 선수로 현재 세리에 B의 바리에서 윙어로 활약하고 있다. 메네즈는 빠른 속도의 기술적인 양발잡이 플레이메이커로 묘사된다.
메네즈는 상트르 드 포르마시옹 드 파리 (Centre de Formation de Paris) 나 CSF 브레티니 (CSF Brétigny) 와 같은 일-드-프랑스 레지옹을 연고로 하는 다양한 클럽들을 거쳤다. 2001년, 그는 소쇼 이적을 확정지었고, 그 아카데미에서 4년을 지냈다. 2004년 3월, 메네즈는 프로 계약을 체결하고 2004-05 시즌에 1군 데뷔를 하면서 리그 1 역사상 최연소 선수를 이름을 올렸다. 소쇼 소속으로 그는 2004-05 시즌의 UEFA컵에 참가하면서 유럽대항전에 모습을 드러냈다. 소쇼에서의 2년 후, 그는 모나코로 이적하였다. 모나코에서, 메네즈는 히카르두 고메스 감독의 지도 하에 플레이메이킹 미드필더로 발전하였다. 모나코에서 2년의 성공적인 시즌을 보낸 그는 세리에 A 클럽 로마로 4년 계약을 체결하며 이적하였다. 로마에서, 메네즈는 UEFA 챔피언스리그에 첫 출전하였고, 100경기 넘게 출전하면서 12득점을 기록하였다. 2011년 7월, 로마에서의 3시즌 후, 메네즈는 프랑스로 귀환하여 파리 생제르맹과 3년 계약을 맺었다.
메네즈는 프랑스 청소년 국가대표 출신으로, 가능한 매 연령대의 국가대표팀으로 출전한 경험이 있다. 성인 국가대표팀에 들기 전, 그는 U-17 대표팀 일원으로 2004년 UEFA U-17 축구 선수권 대회 우승을 거두었다. 메네즈는 2010년 8월 노르웨이와의 친선경기에서 성인 국가대표팀 신고식을 치르었다.

## 클럽 경력

### 초기 경력
메네즈는 1987년 5월 7일, 파리 남쪽 교외의 코뮌인 롱쥐모의 브르타뉴 계통의 가문 출신이다. 유년 시절 그는 출생지 인근의 비트리-쉬르-세느에서 성장하였고, 고향 클럽 파리 생제르맹의 서포터였다. 메네즈는 축구선수인 아버지와 형의 영향을 받아 축구에 빠져들었다. 메네즈는 인근 클럽 CA 비트리에서 축구에 입문하였다. 이 클럽에서 1년을 보낸 메네즈는 상트르 드 포르마시옹 드 파리라는 19세 이하의 선수들만 받은 청소년 스포츠 클럽에 합류하였다. C.F.F.P.에서 활약하면서, 메네즈는 기술적 능력을 발전시켰고 감독에 의해 플레이메이커로 배치되었다. 이 클럽의 아카데미에서 5년을 보낸 메네즈는 아카데미 감독과 갈등을 빚어 클럽을 떠났다. C.F.F.P.를 떠난 후, 메네즈는 또다른 파리 지역의 클럽이자 프랑스 국가대표인 파트리스 에브라와 지미 브리앙을 배출한 CSF 브레티니에 합류하였다. 그는 브레티니에서의 1년 후, 프랑셰-콩테 연고의 프로 구단인 소쇼로 이적하였다.

### 소쇼
소쇼에 도착한 후, 메네즈는 클럽의 유소년 아카데미에 들어갔고, 회계원이 될 꿈을 품고 엘리트 고등학교인 비뉴 드 셀롱쿠르 (Vignes de Seloncourt)의 체육부에 통학하였다. 아카데미 소속 시절, 메네즈는 피치 밖에서도 우수한 학교 성적을 받았다. 2004년 3월 24일, 16세가 되었을 때, 그는 소쇼와 첫 프로 계약을 체결하였고, 이 계약으로 2007년 6월까지 3년간 소쇼에서 활약하게 되었다. 이 계약 체결로 그는 리그 1 역사상 최연소 선수가 되었다. 메네즈는 이후 클럽의 1군에 등록되었고, 기 라콩브 감독으로부터 등번호 26번에 배정되었다. 계약 체결 전, 메네즈는 잉글랜드의 아스널이나 맨체스터 유나이티드와 같은 잉글랜드 클럽들의 뜨거운 관심을 받았다. 후자 클럽의 경우, 앨릭스 퍼거슨 감독이 장-클로드 플레세 전 소쇼 회장에게 나이가 차지 않은 메네즈를 계약한 것에 대해 소송을 걸 정도였다. 다시에는 퍼거슨을 파리에서 선수의 부모님에게 접촉하여 금전적 지원을 제의한 것에 대해 고소하였다. 맨체스터 유나이티드는 이 혐의를 부인하였다. 메네즈는 프랑스 잔류를 결정하기 전에 맨체스터를 방문하여 구단의 경기장인 올드 트래퍼드의 시설들을 돌아보았다.
2004년 8월 7일, 메네즈는 아작시오와의 2004-05 시즌 첫 경기에서 프로무대 데뷔를 하였다. 그는 선발로 출전하여 57분 그라운드를 누비다 교체되어 나갔고, 팀은 1-0으로 이겼다. 어린 선수임에도 불구하고, 메네즈는 벤치와 선발 자리를 오가며 팀의 반주전 선수가 되었다. 11월 20일, 그는 3-1로 승리한 모나코전에서 프로무대 첫 골을 득점하였다. 2달 후, 메네즈는 4-0 승리를 기록한 보르도 전에서 해트트릭을 달성하며 최연소 해트트릭 기록도 가져갔다. 그는 이 경기에서 7분 간격으로 해트트릭하며 소쇼에 승리를 안겼다. 메네즈는 UEFA컵 2004-05에서도 팀의 주전으로 활약하였고, 이 대회에서 5경기에 출전하였다. 소쇼는 32강에서 그리스의 올림피아코스에 밀려 탈락하였다. 그 다음 시즌, 메네즈는 UNFP 신인선수상 후보로 선정되었으나, 최종적으로 이 상은 낭트의 미드필더 제레미 툴랄랑이 가져갔다.
2005-06 시즌, 메네즈는 등번호가 11번으로 변경 배정되었고, 도메네크 비조타 신임 감독에 의해 더 중대한 역할이 부여되었다. 그는 팀내 5번째로 많은 출장수인 31번의 출전을 기록하였고, 3골을 득점하였다. 메네즈는 1-1로 비긴 보르도전에서 2005년 10월 15일에 시즌 1호골을 득점하였다. 신년 초, 메네즈는 1-1 무승부를 거둔 니스전과 4-0으로 이긴 생테티엔전에서 각각 한골씩 추가하였다. 소쇼는 전 시즌에 10위 안에 든 것과는 다르게 15위라는 실망스러운 성적으로 마무리하였다. 이로 인해 입지가 흔들린 메네즈는 클럽을 떠나겠다는 의사를 밝혔다. 2006년 6월 8일, 다시에 소쇼 회장은 메네즈가 리그 1 클럽인 파리 생제르맹, 보르도, 모나코의 제의를 받았고, 잉글랜드 클럽 아스널이 관심을 표명했다고 선언하였다.

### 모나코
2006년 6월 22일, 소쇼는 공식 웹사이트에 메네즈가 리그 1 클럽인 모나코와의 합의를 통해 이적이 확정되었음을 발표하였다. 그는 4년 계약에 서명하였다. 이적료는 비공개 처리되었다. 메네즈는 뵐뢰니 라실로 감독에 의해 10번 등번호를 받았고, 그가 선호하는 왼쪽 윙어 자리에 배치되었다. 그는 8월 19일, 1-1로 비긴 스타드 렌전에서 교체투입되며 모나코 선수로는 처음 출전하였다. 9월 30일, 그는 2-1 승리를 거둔 르망과의 경기에서 경기 종료 10분을 남기고 시즌 1호골을 결승골로 득점하였다. 뵐뢰니 감독의 경질과 히카르두 고메즈 감독의 취임으로 메네즈는 꾸준한 출전 시간을 가지는데 어려움을 겪었고, 이에 좌절한 메네즈는 맨체스터 유나이티드나 리버풀 같은 해외 클럽으로의 이적에 관심을 가졌다. 그러나, 11월 11일, 그는 다시 선발 라인업에 재배치되었고, 2-2로 비긴 로리앙과의 경기에서 동점골을 삽입하였다. 메네즈는 새해가 되면서 기량이 더 발전하였으나 2월에 사타구니 부상을 당하면서 재활에 힘써야 했다. 이 부상으로 메네즈는 수술이 불가피했고, 2달의 결장이 필요했다. 그는 4월에 팀에 복귀하여 릴, 발랑시엔, 그리고 마르세유와의 3경기에서 연속으로 득점하였다. 메네즈는 2006-07 시즌을 우승팀 리옹에게 결승골을 박으며 마무리했다.
여름에 프리미어리그 클럽들의 주목을 받았으나, 메네즈는 모나코 잔류 의사를 밝혔다. 2007-08 시즌, 그는 친정팀 소쇼를 상대로 시즌 1호골을 득점하였고, 이 경기에서 모나코는 소쇼를 3-0으로 격파하였다. 그 다음주, 그는 3-1로 이긴 르망전에서 또다시 골을 넣었다. 12월 15일, 메네즈는 랑스를 상대로 멀티골을 기록하며 3-1 승리를 견인하였다. 그는 이 경기에서 3년 전에 해트트릭을 기록한 이래 처음으로 멀티골에 성공하였다. 다음 달, 메네즈는 2-0으로 이긴 메스와의 경기에서 팀의 두 골을 모두 자신이 넣었다. 2008년 2월 23일, 그는 파리 생제르맹과의 경기에서 부상을 당하였고, 그에 따라 하프타임에 교체되어 나갔다. 진단 결과, 중상을 당한 것이 밝혀졌고, 그에 따라 메네즈는 3달동한 결장하고, 시즌 마지막 두 경기에서 의무적인 교체 출전으로 복귀하였다.

### 로마
다음 시즌, 모나코의 처음 리그 3경기에 출전한 뒤, 메네즈는 2008년 8월 27일에 이탈리아 클럽 로마와 4년 계약에 서명한 것으로 발표되었다. 이적료는 €10.5M으로 책정되었고, 모나코에게 €1.5M의 추가적인 인센티브를 받는 조항이 붙었다. 메네즈는 앞서 클럽을 떠난 만치니와 뤼도비크 지울리를 대체할 자원으로 선택되었고, 전 클럽 레전드 마르코 델베키오가 사용하던 24번을 받았다. 8월 31일, 그는 나폴리와의 경기에서 63분에 교체 출전하며 로마 데뷔전을 치루었다. 메네즈는 보르도와의 조별 리그 경기에서 UEFA 챔피언스리그에 처음으로 출전하였는데, 그는 51분 그라운드를 누비며 3-1 승리에 일조하였다. 12월 6일, 그는 키에보와의 경기에서 로마 첫 골을 득점하였고, 팀은 이 골에 힘입어 1-0으로 승리하였다. 그러나, 시즌 대부분 기간동안 메네즈는 꾸준한 출전 시간 확보에 어려움을 겪었고, 루차노 스팔레티 감독 하에 몇 경기를 연속으로 후보로 시작하였으며, 풀타임을 소화한 경기가 드물었다. 2009년 5월 24일, 그는 밀란과의 경기에서 75분에 교체 출전하였다. 교체되어 들어온 지 5분, 메네즈는 득점으로 로마에 2-1의 리드를 주었다. 수도 연고의 클럽은 결국 이 경기에서 3-2로 이겼다. 그 다음 주, 그는 3-2로 이긴 토리노전에서 선발로 출전하여 득점하였고, 팀은 3-2 승리를 쟁취하였다. 그는 이후 59분에 교체되어 필드를 나갔다.
2009-10 시즌에 들어서, 메네즈는 등번호를 흔치 않은 94번으로 바꾸었다. 그는 2009년 10월 18일, 밀란과의 경기에서 시즌 첫골을 넣었다. 2010년 1월 6일, 그는 칼리아리전에서 늦게 교체되어 노력을 보여주지 못한 것에 대해 클라우디오 라니에리와 몇 팀동료의 분노를 샀다. 이 비판에 대해 메네즈는: "나는 이 칼리아리 원정 경기에서 경력의 바닥을 쳤다." 라고 말하였고, "내 팀동료가 나를 비판한 것은 옳은 일이었다." 라고 의견을 제시하였다. 1월 11일, 메네즈는 라니에리 감독과 그의 팀동료에게 사과하며 그가 이적 요청을 했다는 소문을 잠재우고 팀에 헌신을 다하기로 선언하였다. 1월 30일, 미드필더 시모네 페로타는 메네즈에 대해 그저 자신감이 필요할 뿐이라고 의견을 표하였다. 칼리아리 경기 이후 4경기 연속 교체로 출전한 메네즈는 2월 21일 카타니아전에서 2009년 12월 이후 처음으로 선발 출전하였다. 그는 카타니아와의 리턴매치에서 미르코 부치니치가 득점한 결승골을 어시스트하며 자축하였다. 메네즈는 시즌을 잔여 리그 10경기 중 8경기에 선발 출전하며 마무리하였고, 리그 준우승을 거둔 로마는 UEFA 챔피언스리그 진출권을 가져갔다.
2010-11 시즌에 메네즈는 전 시즌을 성공적으로 마무리한것에 힘입어 라니에리 감독 하에 선발로 시작하였다. 그러나, 선발임에도 불구하고, 라니에리는 선발로 시작한 경기마다 중도에 교체로 빼며 메네즈의 인내력을 악화시켰다. 11월 3일, 메네즈는 스위스 클럽 바젤을 상대로 한 챔피언스리그 경기에서 시즌 첫골을 득점하였고, 팀은 3-2로 승리하였다. 1주 후, 그는 3-2 승리를 거둔 피오렌티나 전에서 마르코 보리엘로의 골을 어시스트하였다. 11월 13일, 1-1로 비긴 유벤투스와의 경기에서 메네즈는 2010-11 시즌에 들어 처음으로 풀타임을 소화하였다. 이어지는 우디네세와의 다음 리그 경기에서, 그는 팀의 선제골을 넣고 추가골을 도우면서 2-0 승리의 주역이 되었다. 12월을 무득점으로 침묵한 후, 2011년 1월 22일에 메네즈는 칼리아리를 상대로 3-0 쐐기골을 득점하였다. 2월 16일, 메네즈는 우크라이나의 강호 샤흐타르 도네츠크와의 챔피언스리그 16강 1차전에서 1골을 득점하였다. 닷새 후, 라니에리가 감독직에서 사임하면서 빈센초 몬텔라가 신임 감독으로 들어왔다. 몬텔라 체제에서, 메네즈는 처음 세 경기를 교체 출전하였다. 3월 13일, 그는 라치오와의 리그 경기에서 몬텔레 체제 출범 이후 처음으로 선발 출전했으나, 55분에 교체되어 나갔다. 3월 23일, 프랑스 언론 레키프와의 인터뷰에서, 메네즈는 몬텔라 체제에서의 출전 시간에 대해 좌절감을 느낀다고 인정하였다. 4월 21일, 아침 훈련 세션에서 메네즈는 몬텔라가 헌신의 의지 부족에 대해 "15분간 프랑스 국가대표를 질책"한 것에 대해 보도된 것과 같이 언쟁을 벌인 것으로 알려지면서 좌절감이 극에 달했다. 인테르나치오날레와의 코파 이탈리아 경기에서 비긴 그날 밤, 스타디오 올림피코를 떠날 때, 메네즈는 자신의 차가 돌팔매질을 하는 "불한당"들에 의해 바람막이 창이 파손된 것을 발견하였다.

### 파리 생제르맹
2011년 7월 25일, 프랑스 클럽 파리 생제르맹은 메네즈의 3년짜리 계약서에 서명했음을 발표하였다. 이적료는 €8M이며 향후에 로마가 인센티브를 받을 수 있다는 조항이 붙었다. 메네즈는 또다른 신입생이자 국가대표팀 동료 블레즈 마투이디와 함께 언론에 소개되었고, 등번호 7번에 배정되었다. 그는 뉴욕 레드불스와의 에미리츠 컵에서 PSG 데뷔전을 치르었다. 2011년 8월 6일, 그는 0-1로 패한 로리앙과의 리그 개막전에서 파리 생제르맹의 공식 경기에 처음 출전하였다. 그 다음주, 그는 1-1로 비긴 스타드 렌과의 경기에서 케뱅 가메이로의 선제골을 어시스트하였다. 2011년 8월 18일, 룩셈부르크의 디페르당주와의 UEFA 유로파리그 플레이오프 원정 경기에서, 메네즈는 팀의 마지막 골을 득점하여 4-0 대승에 일조했다. 그는 이 경기에서 1어시스트도 추가하였다. 사흘 후, 그는 2-1로 이긴 발랑시엔전에서도 가메이로의 골을 어시스트하며, 파리 생제르맹의 리그 첫 승을 도왔다. 8월 28일, 메네즈는 3-1 승리로 끝난 툴루즈 원정 경기에서 PSG 이적 이후로 첫골을 득점하였다.
초기에는 앙투완 콩부아레, 나중에는 카를로 안첼로티의 지도 하에, 메네즈는 7골 12어시스트를 33번의 리그 경기를 치르는 동안 달성하며 인상적인 활약을 펼쳤고, 이는 그의 최고 시즌이었다. 2011년 12월 4일, 3-2로 이긴 오세르와의 홈 경기에서, 메네즈는 리그 1의 통산 2000호골 주인공이 되었다.
2012-13 시즌이 되면서, 메네즈의 리그에서의 기량은 약간 하락하였다. 그러나, 2골 2어시스트를 유럽대항전 5경기에 출장하며 수집한 그는, 새로 영입한 스타 스트라이커이자 전 세리에 A 선수인 즐라탄 이브라히모비치의 후방에 피치에 대한 강력한 이해를 발전시키며 UEFA 챔피언스리그 8강행에 중요한 역할을 하였다.

## 국가대표팀 경력

### 청소년 국가대표팀
메네즈는 프랑스 청소년 국가대표팀의 모든 연령대를 거쳤다. 그는 자신과 더불어 아템 벤 아르파, 카랭 벤제마, 그리고 사미르 나스리와 같은 현재의 국가대표를 배출한 제네라시옹 1987 (Génération 1987)로 알려진 선수들 중 한명이다. 2002년 12월 11일 그리스 U-16 축구 국가대표팀과의 친선경기에서 U-16 국가대표팀 데뷔전을 치르었고, 나스리와 벤 아르파와 함께 출전하였다. 이 경기는 프랑스가 6-1로 이겼는데, 메네즈는 팀의 5번째 득점을 성공시켰다. 2003년, 터키에서 열린 에게해 컵에서, 그는 3경기 연속 득점을 올렸다. 메네즈는 우크라이나, 이스라엘, 그리고 벨기에와의 3위 결정전에서 득점하였다. 투르누아 드 몽타이그에서, 메네즈는 3골을 추가하였는데, 이는 벤 아르파에 이어 팀내 2위였다. 그는 가봉과의 1차전에서 대회 첫골을 뽑아 8-0 대승에 일조하였고, 이어지는 러시아와의 경기에서도 득점하며 3-0 승리를 도왔다. 그는 잉글랜드와의 조별 리그 최종전에서도 한골을 추가하며 3-1 승리에 보탬이 되었다. 이탈리아의 살레르노에서 열린 지역 토너먼트에서, 메네즈는 홈팀과의 결승전에서 멀티골을 넣으며 팀을 우승으로 이끌었다. 그는 조별 리그의 일본전과 핀란드전에서도 득점하였다. 메네즈는 14경기에 출전하여 팀내 최다인 12골을 득점하며 U-16 대표팀 경력에 마침표를 찍었다.
U-17 국가대표팀에서, 메네즈, 벤 아르파, 나스리는 카랭 벤제마와 합류하여 홈 안방에서 열리는 2004년 UEFA U-17 축구 선수권 대회 우승이라는 목표가 세워졌다. 메네즈는 스웨덴전에서 U-17 대표 경기에 처음 출전하였다. 투르누아 드 발-드-마른에서 메네즈는 1골을 득점하였다. 프랑스는 이 대회를 무실점으로 우승하였다. 2004년 UEFA U-17 축구 선수권 대회에서, 메네즈는 터키와의 조별 리그 경기와, 포르투갈과의 준결승전에서 한골씩 득점하며 팀의 우승에 공헌하였다. U-17 대표팀 소속으로, 그는 17경기에 출전하여 6득점을 기록하였다. 그는 모 클럽 소쇼와의 출전 시간이 늘어나면서 U-18 국가대표팀과의 인연은 적었다. 메네즈는 2005년 UEFA-CAF 메리디앙 컵에 출전하여 4경기 5골을 득점하여 프랑스의 우승에 공을 세웠다.
벤 아르파, 나스리, 벤제마, 그리고 메네즈의 4중주는 U-19 국가대표팀에 함께 복귀하면서 재형성되었다. 이들 4인방에 이시아르 디아, 블레즈 마투이디, 그리고 세르주 가크페가 합류하여 2006년 UEFA U-17 축구 선수권 대회에서 우승할 목표가 생겼다. 예선 토너먼트에서, 메네즈는 무패로 본선 진출하는 과정에 무득점으로 침묵하였다. 본선에서, 그는 4-0으로 이긴 불가리아와의 경기에서 멀티골을 삽입하였다. 그러나, 조별 리그를 무패로 끝낸 것과는 달리, 프랑스는 스코틀랜드에게 밀려 탈락하였다. 메네즈는 U-21 국가대표팀에 자격을 충족시키지 못하며 출전하지 못하다가 2008년 5월 25일, 2-1로 이긴 네덜란드와의 경기에서 첫 출전하였다. 그는 1달 간 국가대표에 차충되지 못한 후, 2009년 UEFA U-21 축구 선수권 대회 본선으로 가는 길목에서 독일을 2008년 10월에 두 차례 상대하였다. 메네즈는 이 두 경기에 모두 출전하였으나, 프랑스는 합계 1-2로 패하였다. 2차전 0-1 패배는 프랑스의 본선 진출을 무산시켰고, 메네즈는 U-21 국가대표팀을 그만두었다.

### 성인 국가대표팀
2010년 8월 5일, 메네즈는 로랑 블랑 신임 국가대표팀 감독에 의해 2010년 8월 11일, 노르웨이와의 친선경기를 앞두고 성인 국가대표팀에 차출되었다. 그는 1-2로 패한 경기에서 성인대표 신고식을 호되게 치르었다. 2011년 2월 9일, 메네즈는 스타드 드 프랑스에서 열린 브라질과의 경기에서 벤제마의 결승골을 어시스트하였다. UEFA 유로 2012 예선전에 빈번히 출전한 그는 2012년 5월 29일에 대회 최종 엔트리에 이름을 올렸다. 6월 5일, 유로 2012를 앞두고 치른 에스토니아와의 마지막 스파링 경기에서, 그는 성인 국가대표 1호골을 득점하며 4-0 낙승에 일조하였다. UEFA 유로 2012 본선에서, 메네즈는 6월 15일 우크라이나와의 조별 리그 2차전에 출전하며 성인 국제대회에 데뷔하였다. 이 경기에서 그는 프랑스의 선제골을 득점하였고, 팀은 2-0 승리를 거두었다.

## 경력 통계

### 국가대표팀
2013년 3월 26일 기준
| 국가대표팀 | 시즌    | 출장 | 골 | 어시스트 |
| ---------- | ------- | ---- | -- | -------- |
| 프랑스     | 2010–11 | 5    | 0  | 1        |
| 프랑스     | 2011–12 | 11   | 2  | 0        |
| 프랑스     | 2012–13 | 8    | 0  | 0        |
| 합계       | 합계    | 24   | 2  | 1        |